# George Finch-Hatton, 10.º Conde de Winchilsea
George William Finch-Hatton, 10.º Conde de Winchilsea, 5.º Conde de Nottingham (19 de maio de 1791 - 8 de janeiro de 1858) foi um político e nobre britânico. É conhecido por ter duelado com o Duque de Wellington.
Ele presidiu a uma reunião muito grande e influente realizada em Penenden Heath, Kent, em 10 de outubro de 1828, quando as resoluções com palavras fortes a favor de princípios protestantes foram realizadas. Em seu lugar na Câmara dos Lordes, ele se opôs violentamente a quase toda medida liberal que fosse trazido para a frente. Ele foi particularmente notado como sendo quase o único nobre inglês que estava disposto a identificar-se com o partido laranja, na Irlanda, e ele estava acostumado a denunciar em termos frenéticos de Daniel O'Connell, Maynooth, e o sistema de educação realizadas nessa faculdade.
Ocasionalmente, ele assumiu a presidência das reuniões de maio em Exeter Hall, mas sua linguagem imoderada o impediu de se tornar um líder na política dos evangélicos. O Roman Catholic Relief Act 1829 encontrou sua hostilidade mais veemente e, finalmente, levou a um duelo com o Duque de Wellington. Lord Winchilsea, em uma carta ao secretário da King's College de Londres, escreveu que o duque, "sob o manto de algum show de cor de zelo pela religião protestante, realizava um projeto insidioso pela violação de nossas liberdades e a introdução do papado em todos os departamentos do Estado". O duque respondeu com um desafio. A reunião teve lugar em Battersea em 21 de março de 1829, o duque com a presença de Sir Henry Hardinge e seu oponente com Edward Boscawen, 4.º Visconde Falmouth. O duque atirou e errou, alegando que ele fez isso de propósito. No entanto, o duque era conhecido pela sua pontaria ruim e relatos diferem quanto a se ele propositalmente errou. Winchilsea manteve o braço ao seu lado no comando de "fogo" , em seguida, deliberadamente levantou o braço e atirou no ar. Ele, então, pediu desculpas pela linguagem de sua carta . É quase certo que Winchilsea e Falmouth havia concordado em seu curso de ação, com a carta de desculpas já preparada.